# Маріян Жужей
Маріян Жужей (8 лютого 1934 — 18 грудня 2011) — югославський ватерполіст.
Учасник Олімпійських Ігор 1956, 1960 років.
Срібний призер Олімпійських ігор 1956 року.
Срібний призер Чемпіонату Європи з водного поло 1954 року.